# Le Chillou

Le Chillou este o comună în departamentul Deux-Sèvres, Franța. În 2009 avea o populație de 184 de locuitori.